# Illiasu Shilla
Illiasu Shilla (Accra, 20 giugno 1983) è un ex calciatore ghanese, di ruolo difensore.

## Carriera
Ha partecipato a due coppe di confederazione africane nel 2004 e 2005 e alla coppa del mondo 2006.